# Кестельская культура
Кестельская культура (также, кестхейская культура или кестхельская культура; венг. Keszthely-kultúra) — позднеантичная-раннесредневековая культура смешанного романо-славяно-аварского происхождения на среднем Дунае, в бассейне озера Балатон (современная Венгрия). Стала известна благодаря находкам ремесленной керамики и различным (преимущественно женским) украшениям (в основном из золота). Сложилась на основе романской культуры бывшей римской провинции Паннония в 500—700 годы н. э. На протяжении всего периода культура претерпевала существенные этноязыковые трансформации, хотя, по-видимому, романоязычное ядро культуры с центром в современном городе Кестхей (из лат. castellum — «замок», «крепость») сохранялось до начала IX века. В районе озера Балатон, где существовала культура, до сих пор сохраняется романская топонимика.

## История

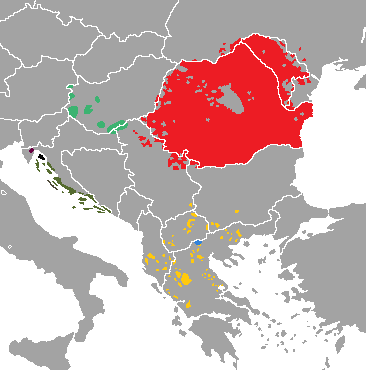
Балкано-романские языки. Древняя область распространения паннонско-романского выделена зелёным

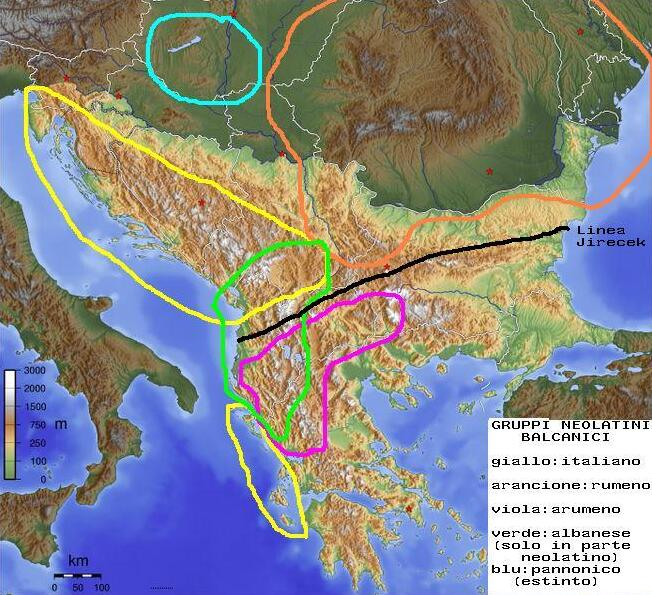
Балкано-романские языки. Область распространения паннонско-романского выделена бирюзовым

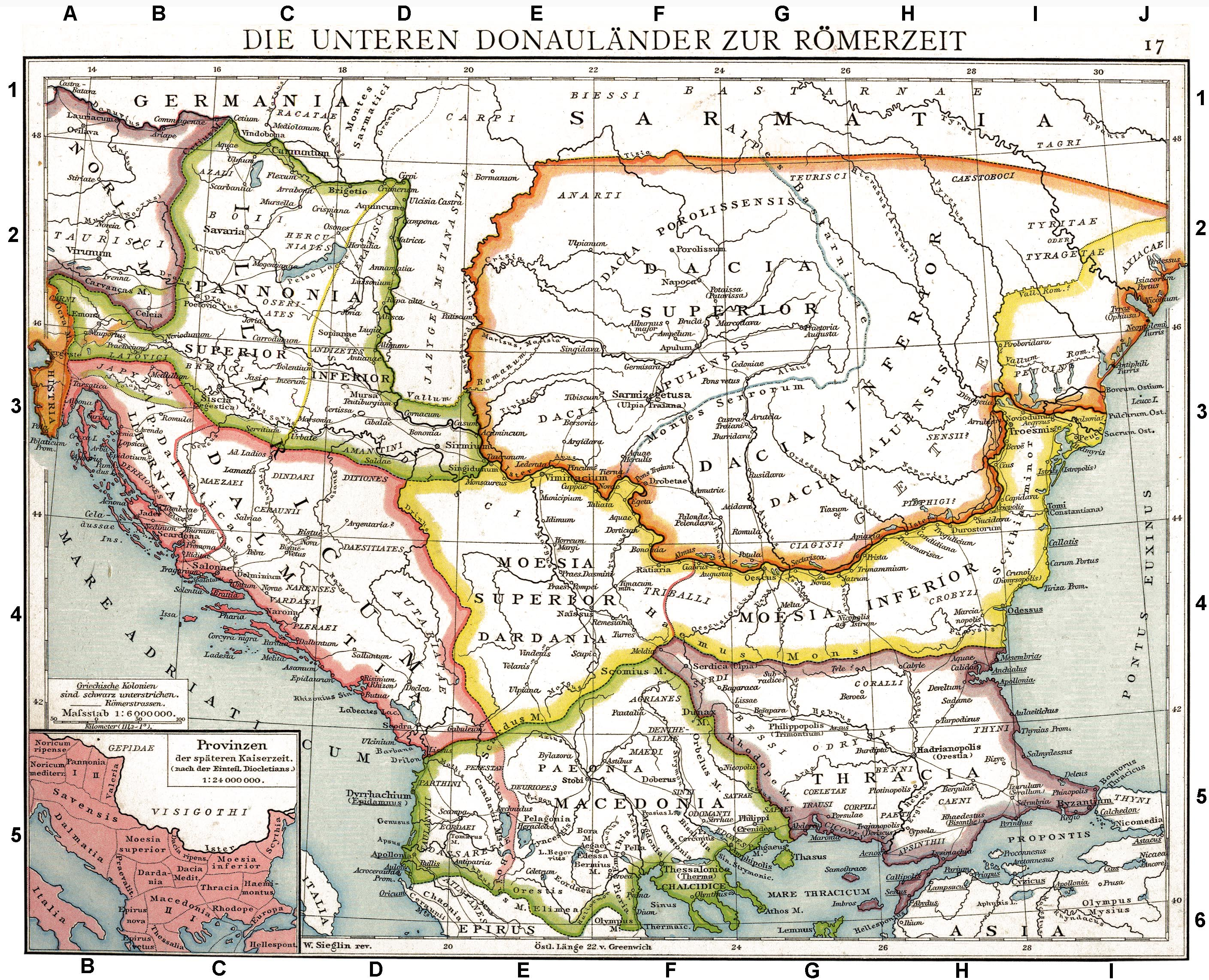
Римская Паннония и соседние области

После распада Римской империи остатки немногочисленного романоязычного населения Паннонии покорили кочевые авары (по-видимому, имевшие тюркское происхождение) и гепиды (германское племя), образовавшие аморфные государственные образования. Романское население сохранилось местами, поскольку как авары, так и гепиды были заинтересованы в сохранении группы оседлых ремесленников, которые к тому же служили торговым звеном для связи с романоязычным Средиземноморьем (в первую очередь с Италией).
В отличие от восточно-романских сообществ (валахи), панноно-романское население не номадизировалось, сохранив оседлый образ жизни с ярко выраженной ремесленнической ориентацией. Но, учитывая их небольшую изначальную численность (около 100 000 человек), оседлый образ жизни делал сохранение кестельской культуры непростой задачей в условияx Великого переселения народов.
Археологические раскопки указывают на постепенное сокращение панноно-романской культуры на протяжении периода её существования. Если в начале VI века она предположительно охватывала всю Паннонию с центрами в городах Печ и Кестхей, то к началу VIII века её следы обнаруживаются лишь у юго-западной оконечности озера Балатон (оценка численности населения около 50 000 человек). Долгое сохранение культуры у Балатона неслучайно, так как климат именно этого региона Среднедунайской равнины близок средиземноморскому. К этому времени на Средний Дунай проникают первые славянские поселенцы. Кестельская культура всё больше принимает славяно-аварский характер. С запада усиливается влияние немецких колонистов, заселявших Каринтию.
Остатки культуры славянизировались и были инкорпорированы в славянское Блатенское княжество (839—876) и Великоморавскую державу (876—901), а после 901 года вошли в состав венгерских земель.

## Предметы
- Массивные золотые женские украшения с характерными подвесками, вотивные предметы раннехристианских культов.
- В районе Блатнограда (Мосбурга) в деревне Залавар сохранились остатки древней романской базилики (раннехристианской церкви).

## Галерея

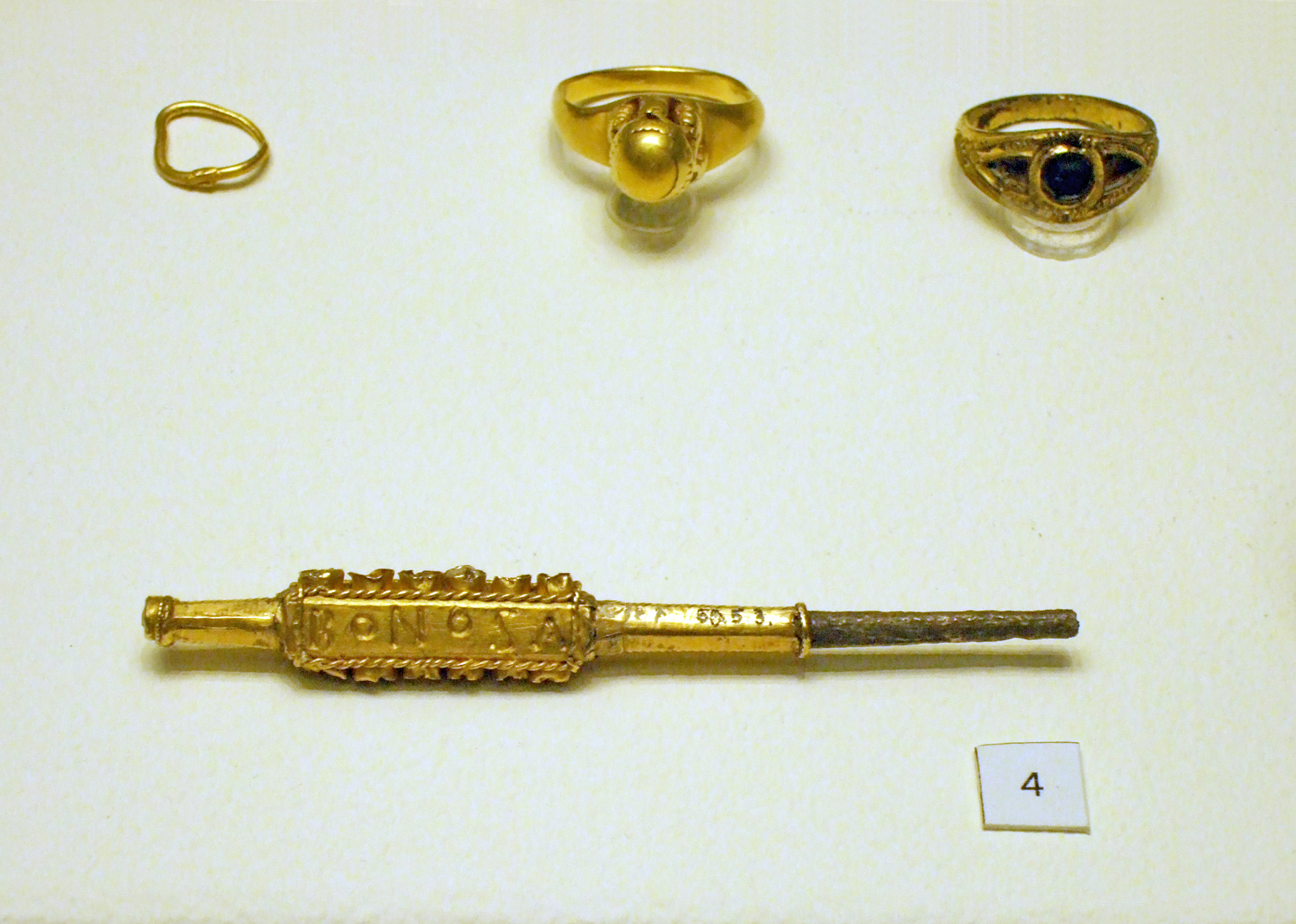
Золотая брошь с лат. гравировкой BONOSA и серьги в ранневизантийском стиле
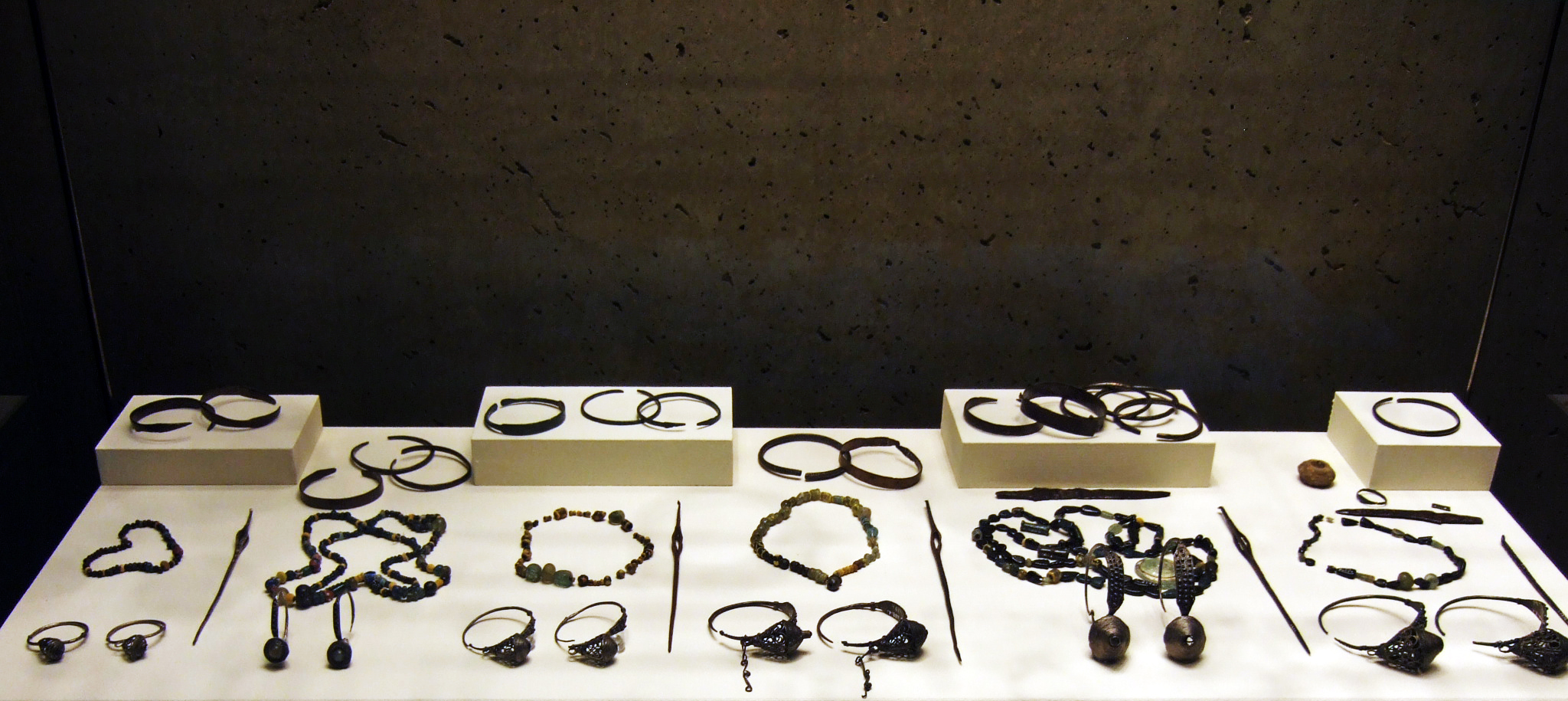
Женские украшения из захоронения в Паннонии
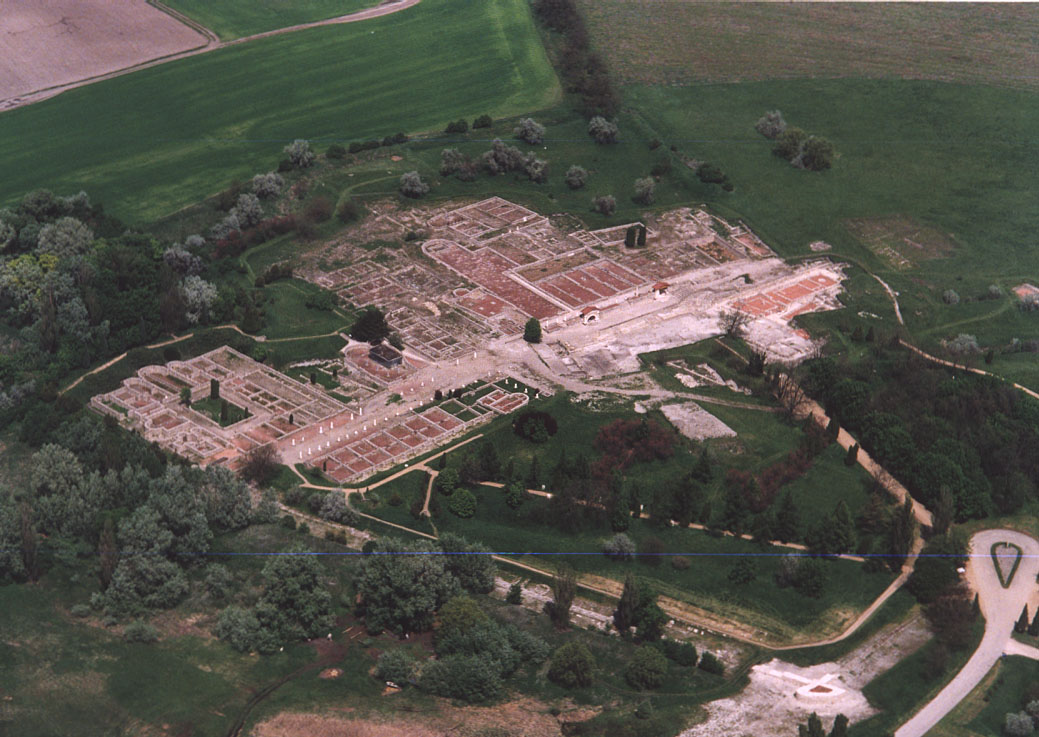
Снимок с воздуха: Горсиум — Геркулия (совр. Тач, Венгрия) — главный городской центр Кестельской культуры
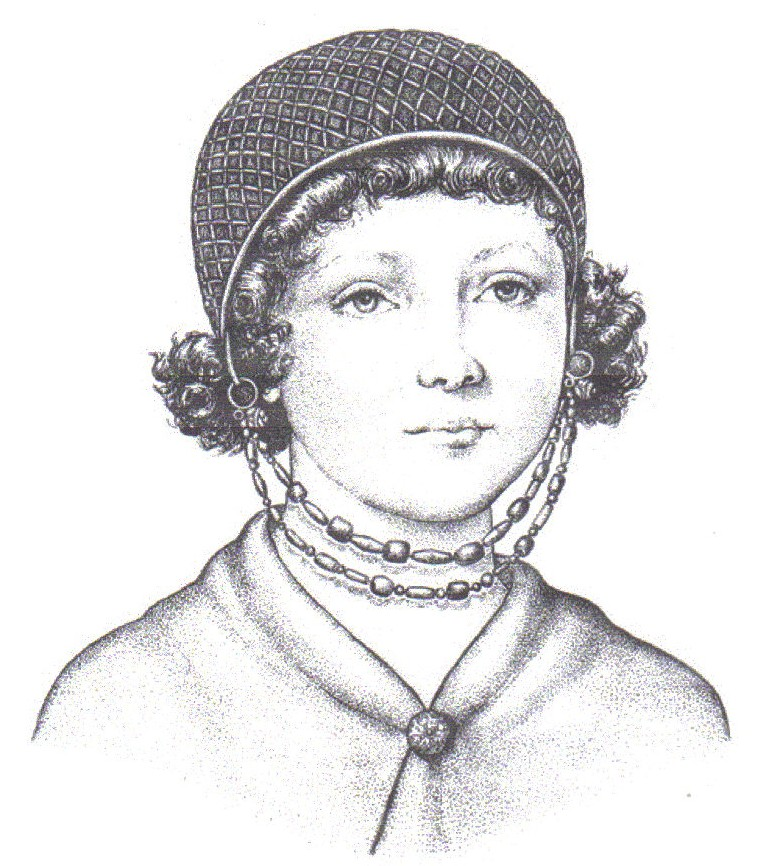
Реконструкция облика девочки из римской Паннонии VI в.